# Władimir Fiodorow (piłkarz)
Władimir Iwanowicz Fiodorow (ros. Владимир Иванович Фёдоров, ur. 5 stycznia 1956 w Ortasaray, zm. 11 sierpnia 1979 w Dnieprodzierżyńsku) – radziecki piłkarz grający na pozycji napastnika, reprezentant Związku Radzieckiego, olimpijczyk.
Był wychowankiem drużyny dziecięcej Kołchozu im. Swierdłowa w obwodzie taszkenckim. W 1972 trafił do zespołu Paxtakoru Taszkent. W barwach tej drużyny występował w rozgrywkach radzieckiej ekstraklasy. Jeszcze jako nastolatek, w 1974 zadebiutował w reprezentacji Związku Radzieckiego. W 1976 zdobył brązowy medal Igrzysk Olimpijskich w Montrealu. Do maja 1978 rozegrał 18 meczów w zespole reprezentacyjnym. Zginął w katastrofie lotniczej, do której doszło 11 sierpnia 1979 w okolicach Dnieprodzierżyńska. W zderzeniu dwóch samolotów Tu-134A zginęło także 13 innych zawodników Pachtakoru oraz 3 członków sztabu szkoleniowego.